# Vernon (Viena)
Vernon és un municipi francès situat al departament de la Viena i a la regió de la Nova Aquitània. L'any 2007 tenia 612 habitants.

## Demografia

### Població
El 2007 la població de fet de Vernon era de 612 persones. Hi havia 236 famílies de les quals 52 eren unipersonals (24 homes vivint sols i 28 dones vivint soles), 76 parelles sense fills, 96 parelles amb fills i 12 famílies monoparentals amb fills.
La població ha evolucionat segons el següent gràfic:
Habitants censats

### Habitatges
El 2007 hi havia 264 habitatges, 242 eren l'habitatge principal de la família, 2 eren segones residències i 20 estaven desocupats. 254 eren cases i 10 eren apartaments. Dels 242 habitatges principals, 177 estaven ocupats pels seus propietaris, 60 estaven llogats i ocupats pels llogaters i 5 estaven cedits a títol gratuït; 8 tenien dues cambres, 39 en tenien tres, 54 en tenien quatre i 141 en tenien cinc o més. 196 habitatges disposaven pel capbaix d'una plaça de pàrquing. A 95 habitatges hi havia un automòbil i a 127 n'hi havia dos o més.

### Piràmide de població
La piràmide de població per edats i sexe el 2009 era:
| Homes | Edats   | Dones |
| ----- | ------- | ----- |
| 0     | 95 o +  | 4     |
| 4     | 90 a 94 | 0     |
| 0     | 85 a 89 | 4     |
| 8     | 80 a 84 | 8     |
| 16    | 75 a 79 | 4     |
| 4     | 70 a 74 | 8     |
| 8     | 65 a 69 | 12    |
| 20    | 60 a 64 | 12    |
| 8     | 55 a 59 | 12    |
| 20    | 50 a 54 | 16    |
| 20    | 45 a 49 | 8     |
| 28    | 40 a 44 | 24    |
| 28    | 35 a 39 | 24    |
| 36    | 30 a 34 | 28    |
| 12    | 25 a 29 | 16    |
| 4     | 20 a 24 | 20    |
| 16    | 15 a 19 | 16    |
| 16    | 10 a 14 | 16    |
| 12    | 5 a 9   | 28    |
| 28    | 0 a 4   | 12    |

## Economia
El 2007 la població en edat de treballar era de 390 persones, 313 eren actives i 77 eren inactives. De les 313 persones actives 291 estaven ocupades (149 homes i 142 dones) i 22 estaven aturades (11 homes i 11 dones). De les 77 persones inactives 27 estaven jubilades, 27 estaven estudiant i 23 estaven classificades com a «altres inactius».

### Ingressos
El 2009 a Vernon hi havia 244 unitats fiscals que integraven 602 persones, la mediana anual d'ingressos fiscals per persona era de 16.994 €.

### Activitats econòmiques
Dels 23 establiments que hi havia el 2007, 3 eren d'empreses de fabricació d'altres productes industrials, 7 d'empreses de construcció, 6 d'empreses de comerç i reparació d'automòbils, 1 d'una empresa de transport, 1 d'una empresa d'hostatgeria i restauració, 1 d'una empresa immobiliària, 3 d'empreses de serveis i 1 d'una entitat de l'administració pública.
Dels 9 establiments de servei als particulars que hi havia el 2009, 2 eren tallers de reparació d'automòbils i de material agrícola, 1 paleta, 2 guixaires pintors, 2 fusteries, 1 electricista i 1 restaurant.
L'únic establiment comercial que hi havia el 2009 era una carnisseria.
L'any 2000 a Vernon hi havia 45 explotacions agrícoles que ocupaven un total de 2.322 hectàrees.

## Equipaments sanitaris i escolars
El 2009 hi havia una escola elemental integrada dins d'un grup escolar amb les comunes properes formant una escola dispersa.

## Poblacions més properes
El següent diagrama mostra les poblacions més properes.